# Jan Wallyn
Jan Wallyn (1989) is een Belgisch performancekunstenaar, muzikant, auteur en inclusiviteitsconsultant. Wallyn was van 2014 tot en met 2018 choreograaf en artistiek coördinator bij theater Zinnema in Anderlecht. Daarna bekleedde die tot en met 2022 de functie van algemeen directeur. In 2023 verscheen diens debuut Een doodgewone dag dat onder meer diens zoektocht naar diens genderidentiteit bespreekt. Wallyn identificeert zich als queer.

## Loopbaan
Wallyn studeerde aan de Hogeschool-Universiteit Brussel (HUB) waar die een Bachelor in het Lager Onderwijs behaalde. Voor diens eindproef 'Autochoreografische technieken voor kinderen van de derde graad' won die de Bachelor.be-prijs. Na een residentie gevolgd te hebben bij theater Zinnema, startte Wallyn in 2014 met een loopbaan bij de organisatie als choreograaf en artistiek coördinator en werd in 2018 aangesteld als algemeen directeur. Wallyn was daarmee een van de jongste directeuren in de Brusselse culturele sector. In 2022 stopte die met deze functie, omdat die van mening was dat diens 'verhaal was verteld'.
In 2023 verscheen diens boek Een doodgewone dag, een autobiografisch verhaal over diens zoektocht naar genderidentiteit, diens ervaringen rond gendernormen en queerfobie. Het boek werd geschreven in dagboekvorm en omvat twaalf gebeurtenissen die bepalend waren in diens leven.
Wallyn is onderdeel van de electropopband WALLYN.

## Werken

### Performances
- Hottest chick in town (2021)[10]

- Gemeinsame Normdatei: 1355017327
- Library of Congress Control Number: n2024013699
- Nederlandse Thesaurus van Auteursnamen: 440334195
- Virtual International Authority File: 78170179567515591595